# Việt Tiến, Việt Yên
Việt Tiến là một xã thuộc thị xã Việt Yên, tỉnh Bắc Giang, Việt Nam.

## Địa lý
Xã Việt Tiến có diện tích 11,40 km², dân số năm 2022 là 11.673 người, mật độ dân số đạt 1.024 người/km².

## Lịch sử
Ngày 2 tháng 5 năm 1949, Ủy ban kháng chiến hành chính Liên khu I ban hành Quyết định số 223/QĐ-UB về việc hợp nhất xã Hà Lạn và xã Phương Lạn thành xã Việt Tiến.
Sau năm 1954, chia xã Việt Tiến thành xã Việt Tiến và xã Hòa Tiến.
Ngày 13 tháng 12 năm 2023, Ủy ban Thường vụ Quốc hội ban hành Nghị quyết số 938/NQ-UBTVQH15 về việc thành lập thị xã Việt Yên (nghị quyết có hiệu lực từ ngày 1 tháng 2 năm 2024). Theo đó, xã Việt Tiến thuộc thị xã Việt Yên.